# 罗宗藩

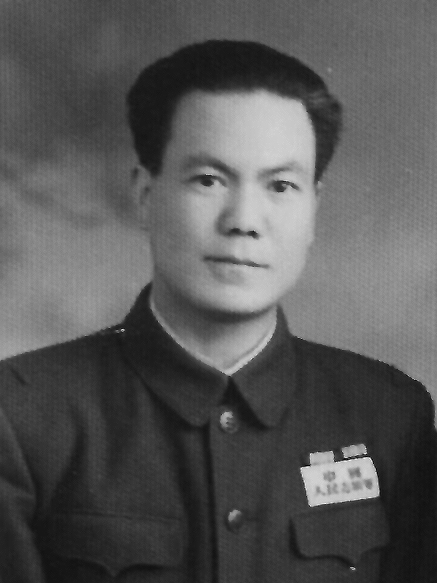
抗美援朝战争期间的罗宗藩

罗宗藩（1920年10月30日—2006年3月28日），云南洱源人，中华人民共和国军事人物。

## 生平
罗宗藩生于洱源县玉湖镇城关一街，四岁丧父，靠三叔四叔抚养。1936年考入云南省立昆华高级师范学校。1937年12月加入中国共产党。1938年5月赴武汉，在八路军南京办事处经黄文杰介绍进入抗日军政大学，于当年9月底抵达延安。1939年12月从抗大毕业，任晋察冀军区一分区地委《抗战报》社长。1942年秋调入北岳区党委宣传部，后任区党委机关党委书记，期间与张春桥关系不佳，并受其打压。1944年夏，任《晋察冀日报》编辑，后任张家口广播电台党支部书记。1946年1月，到宣化市委做统战工作，并在新华冶炼公司组织起民兵连。1947年，派往东北参与起义后的六十军一八四师的改造工作。中华人民共和国成立后，又参加抗美援朝战争，担任过第四野战军四十七军政治部敌工科副科长，第五十军一四八师四四四团副政委、政委、军政治部宣传处长，《志愿军》报社主任、副社长。1958年回国后，曾任二十兵团宣传部副部长、《防化兵》杂志社总编等职。1960年，授上校军衔。1969年，到防化学兵江西“五七干校”下放劳动，并任干校副校长。1971年任《贵州日报》军管会主任、总编辑。1975年6月至1978年7月，任河南省军区开封军分区政委。1982年1月，以副军职待遇离休。2006年3月28日，在解放军一五三中心医院病逝，享年86岁。